# Giannina Facio

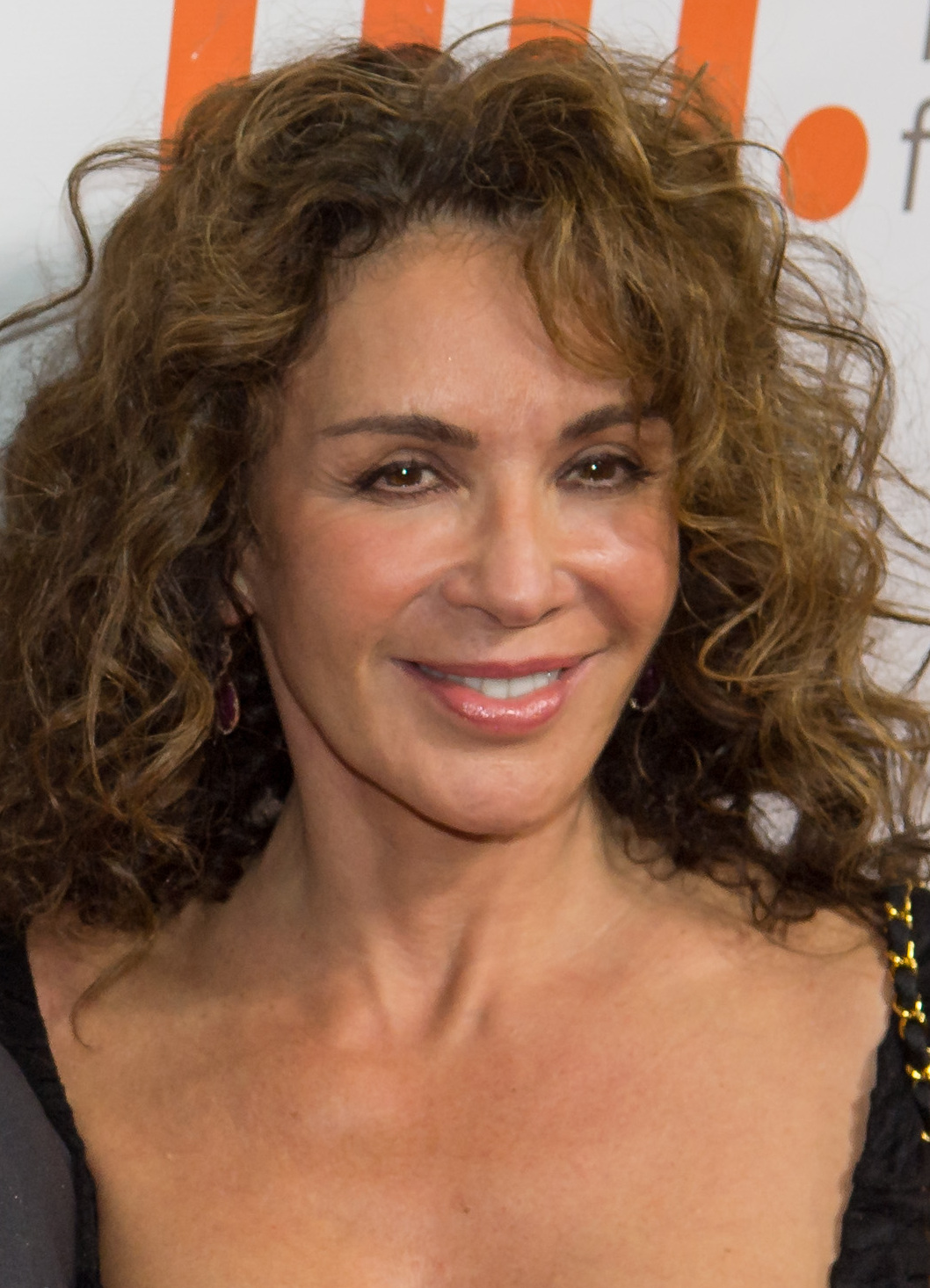
Gianna Facio (2015)

Giannina Facio Franco, verheiratete Scott (* 10. September 1955 in San José) ist eine costa-ricanische Filmschauspielerin, Filmproduzentin und Sängerin.

## Wissenswertes
Die Tochter des costa-ricanischen Diplomaten Gonzalo Facio stand zunächst in unbekannten Produktionen vor der Filmkamera, ehe sie 2000 in Gladiator eine Nebenrolle erhielt. Seitdem ist sie mit Filmregisseur Ridley Scott liiert, der sie seit dieser Zeit in vielen seiner Filme – wenn auch nur in kleinen Rollen – besetzt. So wirkte sie in Black Hawk Down, Hannibal und Königreich der Himmel mit. Den Film Tricks mit Nicolas Cage in der Hauptrolle betreute Facio als Koproduzentin.
Als Sängerin veröffentlichte sie 1989 zusammen mit Gerio Schubach ein Lambada-Werk namens Ela Dançava A Lambada. Ein Jahr später war sie als House-Musikerin in One, Two, Three, Four zu hören.
Als Mitproduzentin von Peter Landesmans Filmdrama Erschütternde Wahrheit erhielt sie 2016 zusammen mit Ridley Scott, Larry Shuman, Elizabeth Cantillon und David Wolthoff eine Black-Reel-Award-Nominierung in der Kategorie „Outstanding Motion Picture“.
In den 1980er Jahren war Facio mit Julio Iglesias liiert. Seit Juni 2015 ist sie mit Ridley Scott verheiratet.

## Filmografie

### Als Schauspielerin
- 1984: Hunting
- 1985: Miami Vice (Fernsehserie, eine Folge)
- 1990: Delta Force Commando II: Priority Red One
- 1990: Nel giardino delle rose
- 1990: Vacanze di Natale ’90
- 1991: L’odissea (Fernsehfilm)
- 1991: I tre moschettieri (Fernsehfilm)
- 1992: Nessuno mi crede
- 1992: Zwei Supertypen in Miami – Tödliches Spiel (Extralarge: Cannonball, Fernsehfilm)
- 1993: Torta di mele
- 1996: Il cielo è sempre più blu
- 1997: No se puede tener todo
- 1998: Spanische Fliege – Den Machos auf der Spur (Spanish Fly)
- 1999: Begierde – The Hunger (The Hunger, Fernsehserie, eine Folge)
- 2000: Gladiator
- 2001: Hannibal
- 2001: Black Hawk Down
- 2003: Tricks (Matchstick Men)
- 2005: Königreich der Himmel (Kingdom of Heaven)
- 2006: Ein gutes Jahr (A Good Year)
- 2008: Der Mann, der niemals lebte (Body of Lies)
- 2010: Robin Hood
- 2012: Prometheus – Dunkle Zeichen (Prometheus)
- 2013: The Counselor
- 2014: Exodus: Götter und Könige (Exodus: Gods and Kings)

### Als Produzentin
- 2003: Tricks (Koproduzentin)
- 2006: Tristan & Isolde
- 2015: Erschütternde Wahrheit (Concussion)
- 2017: The Secret Man (Mark Felt: The Man Who Brought Down the White House)
- 2021: House of Gucci